# Scopula longicerata
Scopula longicerata är en fjärilsart som beskrevs av Inoue 1955. Scopula longicerata ingår i släktet Scopula och familjen mätare. Inga underarter finns listade.